# Mandron
Een mandron, tijdens banja's ook wel langadron of langaudu genoemd, is een muziekinstrument uit Suriname. Het is een slaginstrument dat bij creoolse muziek wordt gebruikt.
Hij behoort tot de grootste trommels in Suriname De lengte is rond de anderhalf meter en de doorsnee bedraagt 25 tot 30 centimeter. De mandron wordt net als de agida gemaakt van een uitgeholde boomstam. De spanning gebeurt met wiggen net als bij de apukudron. De vorm van de drum is conisch.